# Wersal

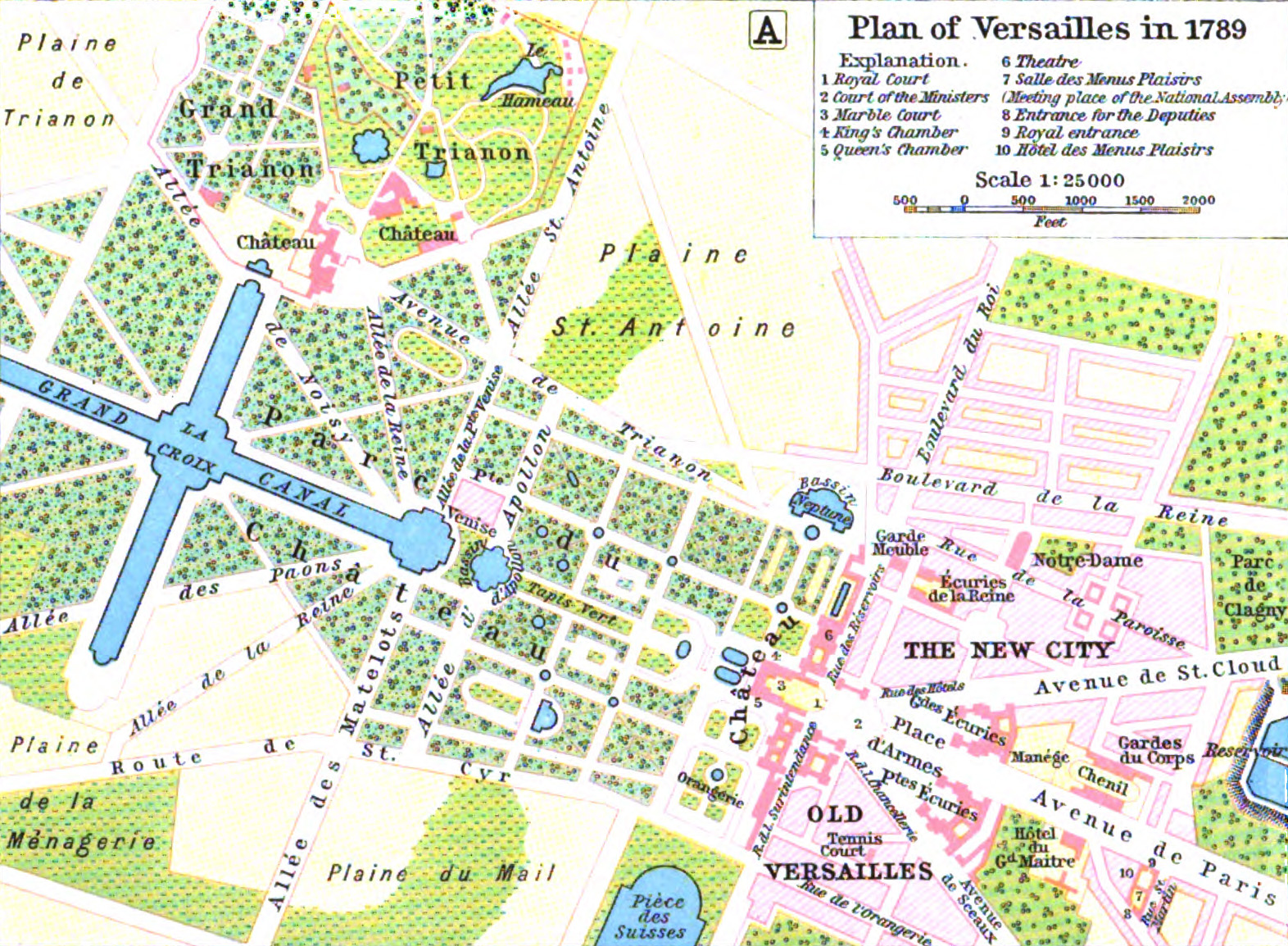
Mapa Wersalu z 1789

Wersal (fr. Versailles, wymowaⓘ) – miejscowość i gmina we Francji, w regionie Île-de-France, w departamencie Yvelines.
Budowę Wersalu rozpoczęto w 1668 za panowania Ludwika XIV. Pałac wersalski znajduje się pod Paryżem i od 1682 słynie z pełnej rozmachu rezydencji królów francuskich. Twórcą założenia ogrodowo-parkowego był André Le Nôtre. W Wersalu w 1789 zostały zwołane Stany Generalne, w 1871 pałac był siedzibą rządu (wersalczycy), który stłumił Komunę Paryską. Był także miejscem wielu konferencji międzynarodowych, między innymi 28 czerwca 1919 w jego murach podpisano Traktat wersalski.
Według danych na rok 1990 gminę zamieszkiwało 87 789 osób, a gęstość zaludnienia wynosiła 3 353 osób/km² (wśród 1 287 gmin regionu Île-de-France Versailles plasuje się na 6. miejscu pod względem liczby ludności, natomiast pod względem powierzchni na miejscu 35.).
W mieście znajdują się stacje kolejowe: Gare de Versailles-Chantiers, Gare de Versailles-Rive Gauche, Gare de Versailles-Rive Droite oraz Gare de Montreuil.

## Edukacja
- Institut supérieur international du parfum, de la cosmétique et de l'aromatique alimen
- Université de Versailles-Saint-Quentin-en-Yvelines

## Klimat
| Miesiąc                                                                                         | Sty  | Lut  | Mar  | Kwi  | Maj  | Cze  | Lip  | Sie  | Wrz  | Paź  | Lis  | Gru  | Roczna |
| ----------------------------------------------------------------------------------------------- | ---- | ---- | ---- | ---- | ---- | ---- | ---- | ---- | ---- | ---- | ---- | ---- | ------ |
| Średnie temperatury w dzień [°C]                                                                | 6,8  | 8,0  | 11,9 | 15,4 | 18,8 | 22,1 | 24,6 | 24,6 | 20,7 | 15,8 | 10,4 | 7,2  | 15,5   |
| Średnie dobowe temperatury [°C]                                                                 | 4,3  | 4,9  | 7,9  | 10,7 | 14,1 | 17,3 | 19,5 | 19,4 | 16,0 | 12,2 | 7,6  | 4,8  | 11,6   |
| Średnie temperatury w nocy [°C]                                                                 | 1,9  | 1,8  | 3,9  | 6,0  | 9,4  | 12,5 | 14,4 | 14,2 | 11,3 | 8,5  | 4,8  | 2,4  | 7,6    |
| Opady [mm]                                                                                      | 56,2 | 49,9 | 50,1 | 49,9 | 66,0 | 57,0 | 56,3 | 56,1 | 49,8 | 61,8 | 61,2 | 72,0 | 686    |
| Średnia liczba dni deszczowych                                                                  | 11,0 | 10,4 | 9,8  | 8,7  | 9,7  | 8,7  | 7,9  | 8,4  | 7,9  | 10,6 | 11,4 | 12,2 | 117    |
| Średnie usłonecznienie [h]                                                                      | 57   | 81   | 138  | 176  | 202  | 210  | 222  | 216  | 177  | 117  | 68   | 55   | 1714   |
| Źródło: Météo-France (liczba dni z opadami dla wartości 1 mm, 1991–2020, wysokość 167 m n.p.m.) |      |      |      |      |      |      |      |      |      |      |      |      |        |

## Miasta partnerskie
- Nara, Japonia
- Puszkin, Rosja
- Canberra, Australia
- Giessen, Niemcy
- Tajpej, Tajwan
- Kartagina, Tunezja
- Poczdam, Niemcy
- Gyeongju, Korea Południowa